# Urbia Meléndez
Urbia Meléndez Rodríguez (* 30. Juli 1972) ist eine ehemalige kubanische Taekwondoin.

## Karriere
Urbia Meléndez gewann bei Panamerikameisterschaften zunächst 1994 in Heredia in der Gewichtsklasse bis 51 Kilogramm die Silbermedaille, ehe sie zwei Jahre darauf in Havanna in der gleichen Gewichtsklasse Panamerikameisterin wurde. Bei den Olympischen Spielen 2000 in Sydney erreichte sie nach drei Siegen den Kampf um die Goldmedaille, in dem sie Lauren Burns mit 2:4 unterlag und somit die Silbermedaille erhielt. Ihr bestes Ergebnis bei Weltmeisterschaften erzielte sie 2001 in Jeju mit dem Einzug ins Viertelfinale.